# 前100年
| 千纪： | 前1千纪 |
| 世纪： | 前2世纪 \| 前1世纪 \| 1世纪                                                                                      |
| 年代： | 前130年代 \| 前120年代 \| 前110年代 \| 前100年代 \| 前90年代 \| 前80年代 \| 前70年代                             |
| 年份： | 前105年 \| 前104年 \| 前103年 \| 前102年 \| 前101年 \| 前100年 \| 前99年 \| 前98年 \| 前97年 \| 前96年 \| 前95年 |
| 纪年： | 西汉天汉元年 |

## 大事记
- 蘇武奉命以中郎將持節出使匈奴，被扣留。

## 国家领导人

### 罗马
- 马略当选第六任执政官。

## 出生
- 7月13日——凱撒，羅馬共和末期的重要人物（前44年逝世）